# Język ajië
Język ajië (a. a’jie, anjie), także: waawilûû (a. houaïlou, wailu), wai – język austronezyjski używany przez grupę ludności w prowincjach Północnej i Południowej w Nowej Kaledonii. Według danych z 2009 roku posługuje się nim 5360 osób.
Według Ethnologue (wyd. 22, 2019) pozostaje w powszechnym użyciu w regionie, ale znajduje się pod naciskiem ekspansji języka francuskiego. Był wykorzystywany w działalności misjonarskiej.
Określenie „houaïlou” (houailou, wailu), wprowadzone przez Europejczyków, pochodzi od nazwy miejscowości na wschodnim wybrzeżu. Sami użytkownicy posługują się nazwą „ajië”.
W 1976 r. zaproponowano podział na trzy dialekty. Odnotowano też pewne różnice pokoleniowe (między osobami urodzonymi przed i po 1914).
Został opisany w postaci opracowań z 1935 i 1976 r.  Jest stosowany w edukacji. Zapisywany alfabetem łacińskim. 